# Нусупбекова, Диана Ерденкызы
Диана Ерденкызы Нусупбекова (род. 3 ноября 1995) — казахстанская легкоатлетка, специалистка по метанию молота. Выступала за сборную Казахстана по лёгкой атлетике в 2010-х годах, многократная победительница и призёрка первенств республиканского значения, действующая рекордсменка страны, участница ряда крупных международных турниров. Представляет Алма-Ату. Мастер спорта Республики Казахстан.

## Биография
Диана Нусупбекова родилась 3 ноября 1995 года. Занималась лёгкой атлетикой в Алма-Ате, проходила подготовку под руководством тренера Татьяны Дмитриевны Лесовой.
Впервые заявила о себе в метании молота в сезоне 2011 года, когда стала чемпионкой Казахстана среди юниорок и среди молодёжи, тогда как на взрослом чемпионате страны взяла бронзу.
В 2012 году впервые выиграла чемпионат Казахстана в метании молота и затем неоднократно завоёвывала звание национальной чемпионки.
В 2013 году вошла в состав казахстанской сборной и дебютировала на международной арене: одержала победу на Кубке Узбекистана в Ташкенте, заняла седьмое место на чемпионате Азии в Пуне.
В 2014 году выиграла бронзовую медаль на юниорском азиатском первенстве в Тайбэе, выступила на юниорском мировом первенстве в Орегоне — на предварительном квалификационном этапе метнула молот на 53,27 метра, чего оказалось недостаточно для выхода в финал.
В мае 2016 года на Кубке Республики Казахстан в Алма-Ате превзошла всех соперниц и установила ныне действующий рекорд Казахстана в метании молота — 62,50 метра. Позднее в июне на чемпионате Таджикистана в Душанбе улучшила своё достижение до 64,78 метра (однако этот рекорд не ратифицирован World Athletics и Федерацией лёгкой атлетики Казахстана).
В 2017 году помимо прочего стала девятой на чемпионате Азии в Бхубанешваре. Будучи студенткой, представляла Казахстан на Всемирной Универсиаде в Тайбэе — здесь метнула молот на 54,46 метра и в финал не вышла.
В августе 2019 года отметилась выступлением на международном турнире в Южной Корее, где с результатом 56,74 стала седьмой.
В 2021 году выиграла серебряную медаль на международном турнире в Турции, метнув молот на 59,06 метра.
В 2022 году в очередной раз стала чемпионкой Казахстана в метании молота.
В 2023 году вышла замуж за Темирлан Серик.